# Ramón Mendoza
Ramón Mendoza Fontela (Madrid, 18 de abril de 1927-Nasáu, Bahamas, 4 de abril de 2001) fue un empresario español, que ocupó la presidencia del Real Madrid Club de Fútbol desde 1985 hasta 1995.

## Trayectoria
Ramón Mendoza estudió Derecho en Madrid, y en la década de 1960 se dedicó a los intercambios comerciales con la Unión Soviética en un momento en el que España y la URSS no mantenían ningún tipo de relación diplomática.
Desde 1982 se dedicaba a la gestión del Hipódromo de la Zarzuela a través de la Sociedad de Fomento de la Cría Caballar de España (SFCCE). Llegó a poseer una de las cuadras más renombradas del momento: la Cuadra Mendoza. También en esta época se dedicó a diferentes labores de consejero delegado en instituciones como el Banco Exterior o el Grupo Prisa. En 1984, constitye la sociedad inmobilaria Dulja, S.A. junto a Lorenzo Sanz (que más tarde derrocaría a Mendoza como presidente) y dos socios de la promotora y constructora Grupo Barada; José Antonio Roth y Francisco Javier Arenales. A través ella adquirían suelo rústico para su recalificación y posterior reventa a Grupo Barada.

### Real Madrid
Su salto a la opinión pública se produce a mediados de los años 80 cuando aspira a la presidencia del Real Madrid, hecho que se produce en 1985 al anunciar su retirada y convocar elecciones el hasta entonces presidente Luis de Carlos, elecciones en las que Mendoza fue el único candidato que logró presentar las firmas necesarias.
Durante su mandato como presidente del Real Madrid se convierte en un personaje popular. Su presidencia coincide con el ascenso de la denominada «Quinta del Buitre». Fue reelegido en 1988, 1991 y 1995 tras vencer en las elecciones a Florentino Pérez por un estrecho margen. Dimitió en 1995, ocupando su cargo Lorenzo Sanz, tras serias crisis internas del club y malos resultados tanto deportivos como financieros. En su mandato el equipo de fútbol conquistó seis títulos de Liga, dos de Copa del Rey, 4 títulos de la Supercopa de España y una Copa de la UEFA.

### Muerte
Falleció de un infarto el 4 de abril de 2001 a los 73 años mientras disfrutaba de unas vacaciones en Bahamas.

## Palmarés como presidente del Real Madrid
- Campeonato Nacional de Liga Española de 1.ª División (6):  1985-1986, 1986-1987, 1987-1988, 1988-1989, 1989-1990 y 1994-1995.
- Copa del Rey (2): 1988-1989 y 1992-1993.
- Supercopa de España (4):  1988, 1989, 1990 y 1993.
- Copa de la Liga (1): 1985
- Copa de la UEFA (1): 1985-1986.
- Copa Iberoamericana (1): 1994.